# Shyama Shastri
 (décembre 2020).
Shyama Shastri (26 avril 1762 - 1827) ou Syama Sastri est un musicien et compositeur de musique carnatique. Il est le plus ancien de la Trinité de la musique carnatique, Tyagaraja et Muthuswami Dikshitar étant les deux autres.

## Jeunesse et carrière
Shyama Shastri est né le 26 avril 1762 dans une famille télougou brahmane à Tiruvarur, dans l'actuel état du Tamil Nadu. Il est ensuite formé à la musique par Adiappayya, un célèbre musicien durbar de Thanjavur.
Bien que Śyāma Śastri ne compose pas autant de kritis que ses deux contemporains prolifiques, ses compositions sont toujours connues en raison de la compétence littéraire, mélodique et rythmique qui y est observée. Il aurait composé environ trois cents pièces en tout.
Il n'a pas beaucoup de disciples pour propager ses compositions, et la presse typographique n'est pas largement accessible à son époque. Plus important encore, la nature savante de ses compositions les rend plus attrayantes pour les savants que pour les profanes. De plus, ils présente une forme plus formelle de télougou qui emprunte beaucoup au sanscrit. En revanche, Tyagaraja compose sous cette forme de télougou mais recourt également à un dialecte plus familier.
Il existe également un certain nombre de krithis en tamoul qui lui sont attribués. La plupart de ses compositions sont dédiées à la déesse Kamakshi (Parvati).
Il est probablement le premier à composer dans une nouvelle forme du genre musical svarajati, où les compositions peuvent être rendues uniquement de manière chantée ou instrumentale. Auparavant, le svarajati était principalement une forme de danse et était proche de la structure de la danse Varṇaṃ (padavarṇaṃ).
Son ensemble de trois fameux svarajati (s) est destiné à être chanté en concert plutôt que dansé, et est parfois appelé "Ratnatrayam" (en français : Trois joyaux). Ce sont Kāmākṣhī Anudinamu, Kāmākṣhī Padayugamē et Rāvē himagiri kumāri.
Il est connu pour sa capacité à composer dans les tāḷas les plus complexes. Il est également très vénéré pour sa voix et ses talents de chanteur.

## Mort et héritage
Shyama Shastri est mort à Thanjavur en 1827. Il a deux fils, Panju Shastri et Subbaraya Shastri . Panju est un adorateur dévoué de la divinité Bangaru Kamakshi. Subbaraya est formé à la musique par son père et devient aussi compositeur, ainsi qu'un joueur reconnu de la veena. À la demande de son père, il est aussi formé par Tyagaraja, le célèbre contemporain de Shyama Shastri. Shastri a un certain nombre de disciples qui excellaient dans cet art. Alasur Krishna Iyer devient musicien au Royal Durbar de Mysore. Porambur Krishna Iyer popularise plusieurs des œuvres de son maître. Un autre disciple, Talagambadi Panchanada Iyer devient compositeur. Finalement, Dasari devient célèbre en tant que joueur nāgaswaram réputé.